# Pietradefusi
Pietradefusi község (comune) Olaszország Campania régiójában, Avellino megyében.

## Fekvése
A megye északi részén fekszik. Határai: Calvi, Montefusco, Montemiletto, San Giorgio del Sannio, Torre Le Nocelle és Venticano.

## Története
Alapítására vonatkozóan nincsenek pontos adatok. Első említése a 12. századból származik, bár a régészeti leletek tanúsága szerint területe már az ókorban lakott volt. A következő századokban nemesi birtok volt. A 19. században nyerte el önállóságát, amikor a Nápolyi Királyságban felszámolták a feudalizmust.

## Népessége
A népesség számának alakulása:

## Főbb látnivalói
- San Paolo Apostolo-templom
- Sant’Elena Irpina-templom
- Santissima Annunziata-templom